# Demófilo de Constantinopla
Demófilo († 386) fue obispo de Berea y de Constantinopla desde 370 hasta ser expulsado por el emperador Teodosio I el Grande en 380, tras haber promulgado el Edicto de Tesalónica que establecía el cristianismo niceno como religión del Estado y proscribía como heréticas al resto de corrientes cristianas como la arriana que era a la que pertenecía Demófilo.

## Biografía
Nacido en una buena familia de Salónica, fue elegido por los arrianos para el obispado de Constantinopla (Socr. H. E. iv. 14; Soz. H. E. vi. 13). El partido ortodoxo eligió a Evagrio como obispo, y fue ordenado por Eustaquio, el depuesto obispo de Antioquía. Esto marcó el inicio de una protesta por parte de los arrianos. Tanto Eustaquio como Evagrio fueron exiliados por el emperador romano Valente, y sus seguidores perseguidos (Socr. H. E. iv. 14, 16; Soz. H. E. vi. 13, 14).
Poco después de su ascenso al cargo, Demófilo marchó a Cícico con Doroteo, o Teodoro, de Heraclea para procurar la elección de un obispo arriano, que se dejó vacante desde la prohibición de Eunomio. No obstante, el pueblo de Cícico rechazó reconocerlos hasta que hubieron anatematizado a Aecio, Eunomio y sus seguidores. Se les permitió entonces ordenar a un obispo elegido por el pueblo. El obispo que fue ordenado y claramente impartió las enseñanzas de la fe consustancial (Filostorg. H. E. ix. 13).
En 380 el emperador Teodosio I ofreció a Demófilo confirmarlo en su sede si suscribía el credo niceno. Demófilo rechazó hacerlo, e inmediatamente se le ordenó abandonar sus iglesias. Entonces reunió a sus seguidores y se retiró, con Lucio de Alejandría y otros, a una iglesia extramuros de la ciudad (Socr. H. E. v. 7). Las iglesias de Constantinopla, que durante cuarenta años habían sido arrianas, fueron entregadas a los nicenos, como en otras ciudades.
Filostorgio (H. E. ix. 19) añade que Demófilo marchó a su propia ciudad, Berea; esto, sin embargo, debió ser poco después, o debe haber regresado del exilio, pues representó al partido arriano en el sínodo de Constantinopla en 383 (Socr. H. E. v. 10; Soz. H. E. vii. 12). El mismo escritor dice que Demófilo estaba acostumbrado a confundir todo, especialmente las doctrinas de la iglesia, y cita un sermón en Constantinopla, en el que habló de la naturaleza humana del Salvador como perdida en lo divino, como un vaso de leche cuando se vierte en el mar (Filostorg. Patrol. Gk. lxv.; Soz. and Socr. Patrol. Gk. lxvii).